# إيرف كلوغر
إيرف كلوغر (بالإنجليزية: Irv Kluger)‏ هو عازف جاز أمريكي، ولد في 9 يوليو 1921 في نيويورك في الولايات المتحدة، وتوفي في 28 فبراير 2006.

## وصلات خارجية
- إيرف كلوغر على موقع ميوزك برينز (الإنجليزية)
- إيرف كلوغر على موقع أول ميوزيك (الإنجليزية)
- إيرف كلوغر على موقع ديسكوغز (الإنجليزية)